# Я умираю, но не сдаюсь! Прощай, Родина
Я умираю, но не сдаюсь! Прощай, Родина (на български: Умирам, но не се предавам! Сбогом, родино) е надпис, направен в Брестката крепост на 20 юли 1941 г. в района на Бялистокската порта в западната част на Централния остров, по време на отбраната му по време на Великата отечествена война.
Надписът е открит в руините на казармите на 132-ри отделен батальон конвойни войски на НКВД на СССР, една от четирите военни части и подразделения на войските на НКВД, които заедно с гарнизона на Червената армия са били дислоцирани в крепостта. Смята се, че надписът е направен от войник от този батальон Фьодор Рябов.
По-късно част от стената с надписа е транспортирана от Брест до Москва, ставайки част от експозицията на Централния музей на въоръжените сили. Копие от надписа е направено в мемориалния комплекс „Брестка крепост-герой“. В музея на крепостта има бронзова скулптура „Умирам, но не се предавам“, дарена от мински работници в деня на откриването на мемориала през 1969 г.